# Ліхтарович Дмитро Євгенович
Дмитро Євгенович Ліхтарович (біл. Зьміцер Ліхтаровіч; 1 березня 1978, Могильов) — білоруський футболіст, півзахисник, найбільш відомий багаторічними виступами за «БАТЕ».

## Досягнення
- Чемпіон Білорусі (12):

Дніпро-Трансмаш: 1998
БАТЕ: 2002, 2006, 2007, 2008, 2009, 2010, 2011, 2012, 2013, 2014, 2015
- Володар Кубка Білорусі (3):

БАТЕ: 2005-06, 2009-10, 2014-15
- Володар Суперкубка Білорусі (5):

БАТЕ: 2010, 2011, 2013, 2014, 2015